# 338
338 (CCCXXXVIII) var ett normalår som började en söndag i den julianska kalendern.

## Händelser

### Okänt datum
- Romarna anländer, i allians med goterna, till norra delen av riket för att skydda gränserna.
- Constantius II ingriper mot perserna i Armenien.
- Eusebios av Nicomedia blir patriark av Konstantinopel efter att Paulus I har förvisats.
- Icke-kristna förföljs i Romarriket som hedningar under förföljelserna av hedningarna.